# Wesleg Nanse
Wesleg Nanse, de son vrai nom Wesleg Keptukwa Nanse, né le 10 décembre 1986 à Ndoungue au Cameroun, est un entrepreneur, homme d’affaires et producteur médias d’origine camerounaise. Il est également cofondateur et président-directeur général du groupe média germano-camerounais Naja International Group, spécialisé dans la communication et la production de contenus audiovisuels pour la télévision et comportant la chaine de télévision en ligne NAJA TV. Il milite pour la numérisation des médias en Afrique pour un accès de l’information à tous.

## Biographie

### Origines familiales et formations
Wesleg Nanse est né le 10 décembre 1986 à Ndoungue au Cameroun et issu d’une famille vivant en Allemagne qu’il rejoint en 2007.
Il est diplômé en informatique médicale avec une spécialisation en gestion des systèmes d’information dans les hôpitaux et autres centres de santé obtenus dans les universités de Heidelberg et Heilbronn en Allemagne. Il a également d'autres formations et expériences en création et gestion d’entreprises.

### Activités professionnelles
Wesleg investit dans plusieurs entreprises issues de divers domaines.

#### Business
Après une brève carrière de basket-ball interrompue à la suite d'une fracture, Wesleg Nanse commence sa carrière entrepreneuriale en 2008 par une entreprise de vente de logiciels syncing.net. Sa quête de liberté et d’opportunités va lui permettre de créer une entreprise de déménagement pour privés dans la ville de Heilbronn avec un effectif de treize personnes. Celle-ci deviendra une société de logistique pour privés et entreprises couvrant toute l’union européenne Studenten Umzug Service à Heilbronn,.
En 2014, Wesleg produit une série de télévision dans la ville de Stuttgart en Allemagne, réunissant ainsi plusieurs acteurs internationaux à l'exemple d'Emil Abossolo Mbo'o, Félix Kama ou Gratia Mahop.
En 2015, Wesleg se lance dans le monde industriel en Allemagne notamment dans l'importation, l´exportation et la transformation des métaux précieux tels que le rhodium, le platine, le palladium provenant des catalyseurs automobiles. Ce qui lui permet de cofonder la société Prometalex GmbH basée en Allemagne et d'y exercer comme directeur général. Il travaille avec BASF et DOWA avant de céder ses parts à un groupe industriel français.
Wesleg a également travaillé en consultance. Il a été consultant marketing pour l´agence numérique américaine Icrossing basée à New-York et pour le groupe allemand Phoenix PharmaHandel GmbH & Co,.
Avec ses années d’expérience dans divers domaines, Wesleg est un spécialiste en création et développement d'entreprises dans la diaspora camerounaise. En 2020, il devient membre du conseil consultatif des investisseurs et actionnaires de la société WeCashup dirigée par Cédric Atangana.

#### Médias
Wesleg fonde avec le réalisateur Samuel Loé en 2013 le groupe média Naja International en Allemagne.
En 2014, Wesleg produit la première série de télévision francophone dans la ville de Stuttgart. Constatant le déficit d’acteurs professionnels africains, il décide avec les acteurs internationaux Emil Abossolo Mbo’o et Félix Kama de proposer une formation professionnelle d’acteurs dans la ville de Heilbronn pour le compte de Naja International Group en Allemagne.
En 2017, ils décident de faire déplacer le siège de la société de Allemagne vers le Cameroun. En 2018, le journaliste Jean-Bruno Tagne rejoint l’équipe et devient directeur général adjoint,.
Avec Naja International, Wesleg propose des productions à des chaînes de télévision nationale et internationale. Son groupe média comporte également une télévision en ligne NAJA TV, spécialisée dans la diffusion des contenus sur le numérique grâce à l’utilisation des nouvelles technologies de l’information et de la communication.
| Vidéo externe | |
|               | La digitalisation des médias, une chance pour l’Afrique? Présentation lors du Tropics Business Summit |

En tant que producteur médias, il a à son actif la production d'une centaine de contenus audiovisuels pour la télévision camerounaise et internationale. Il produit une émission de talk show nommée Naja Talk Show présentée par Céline Victoria Fotso et diffusée en ligne. Il est également le producteur de nombreuses émissions politiques telles que Autant le dire présentée par Jean-Bruno Tagne, ou La Grande Interview sur la chaine de télévision Canal 2 International avec la rubrique Ecce Homo et de nombreux autres documentaires, films tels que My quest et d'une série de télévision,, ,
Il est depuis le 16 septembre 2021, le manager du mannequin Valérie Ayena miss Cameroun 2013,,.

## Vie privée
Wesleg Nanse est marié et père de deux enfants.

## Vie associative
Membre de plusieurs réseaux, Wesleg Nanse est le vice-président dans l’état du Baden-Wurtemberg d'un lobby africain connu sous le nom de TANG - The African Network of Germany, présidée par la politicienne du CDU Sylvie Nantcha. Un réseau ayant pour membres plus de 600 associations africaines basées en Allemagne.

## Ouvrages
- “E-Learning in der Medizin im französischen Sprachraum”(de) « E-Learning in der Medizin im französischen Sprachraum », sur m.exlibris.ch
- Coéditeur de Jean-Bruno Tagne, Accordée avec fraude : de Ahidjo à Biya, comment sortir du cycle des élections contestées, Les Éditions du Schabel; Yaoundé, Cameroun, juillet 2019, 290 p.

## Distinctions et récompenses
- 2013: Best Entrepreneurship Award par VKii[12]
- 2015: Prix de la meilleure Innovation culturelle avec Naja Tv par Diasponight
- 2016: Prix de l'entreprenariat à Heilbronn par la Volksbank
- 2019: Titre honorifique de Vice-président Baden-wuertemberg de TANG - The African Network of Germany[11].